# Gustaf Detthoff

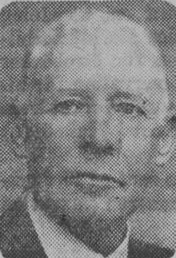
Gustaf Detthoff

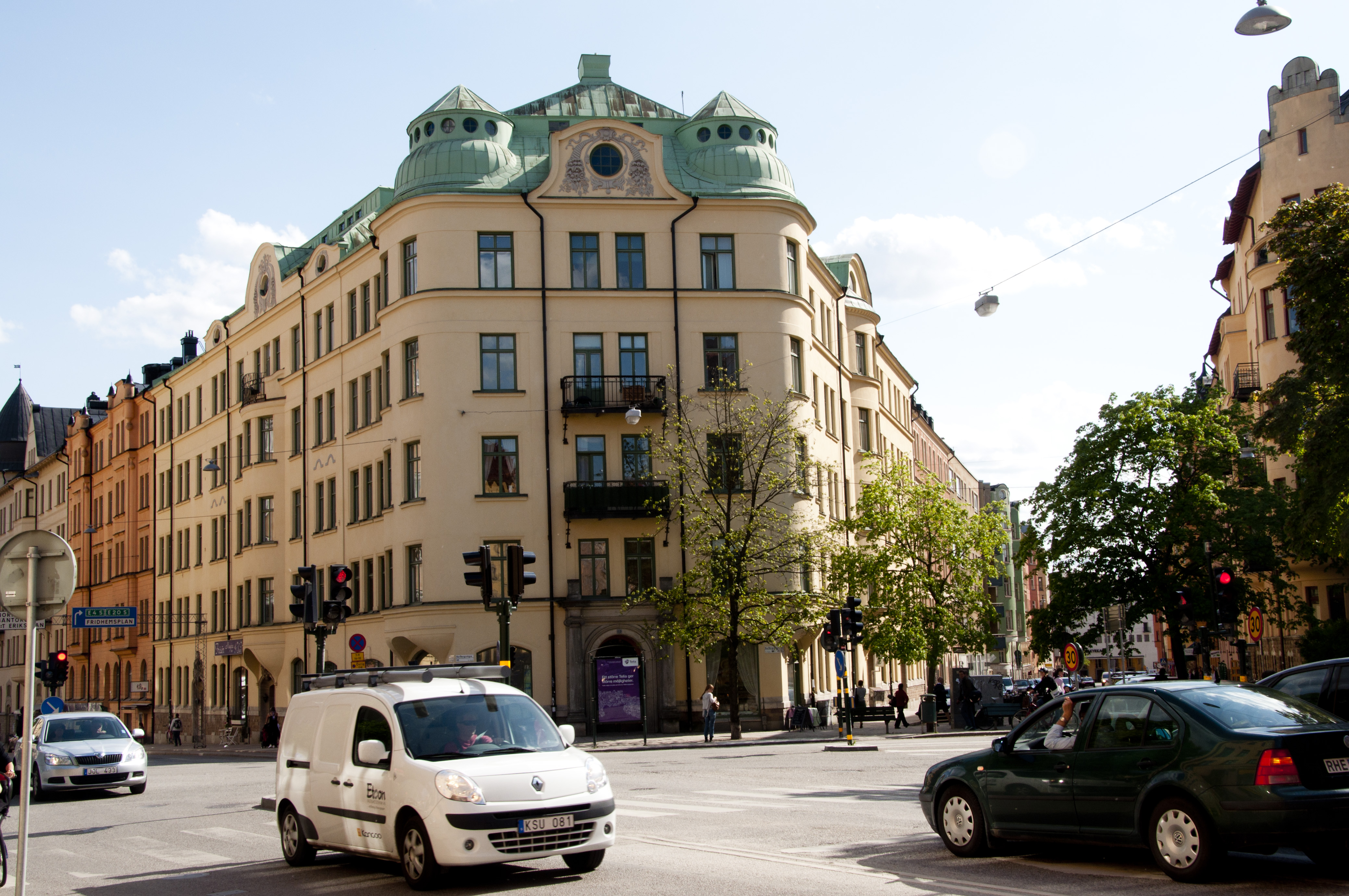
Formen 1

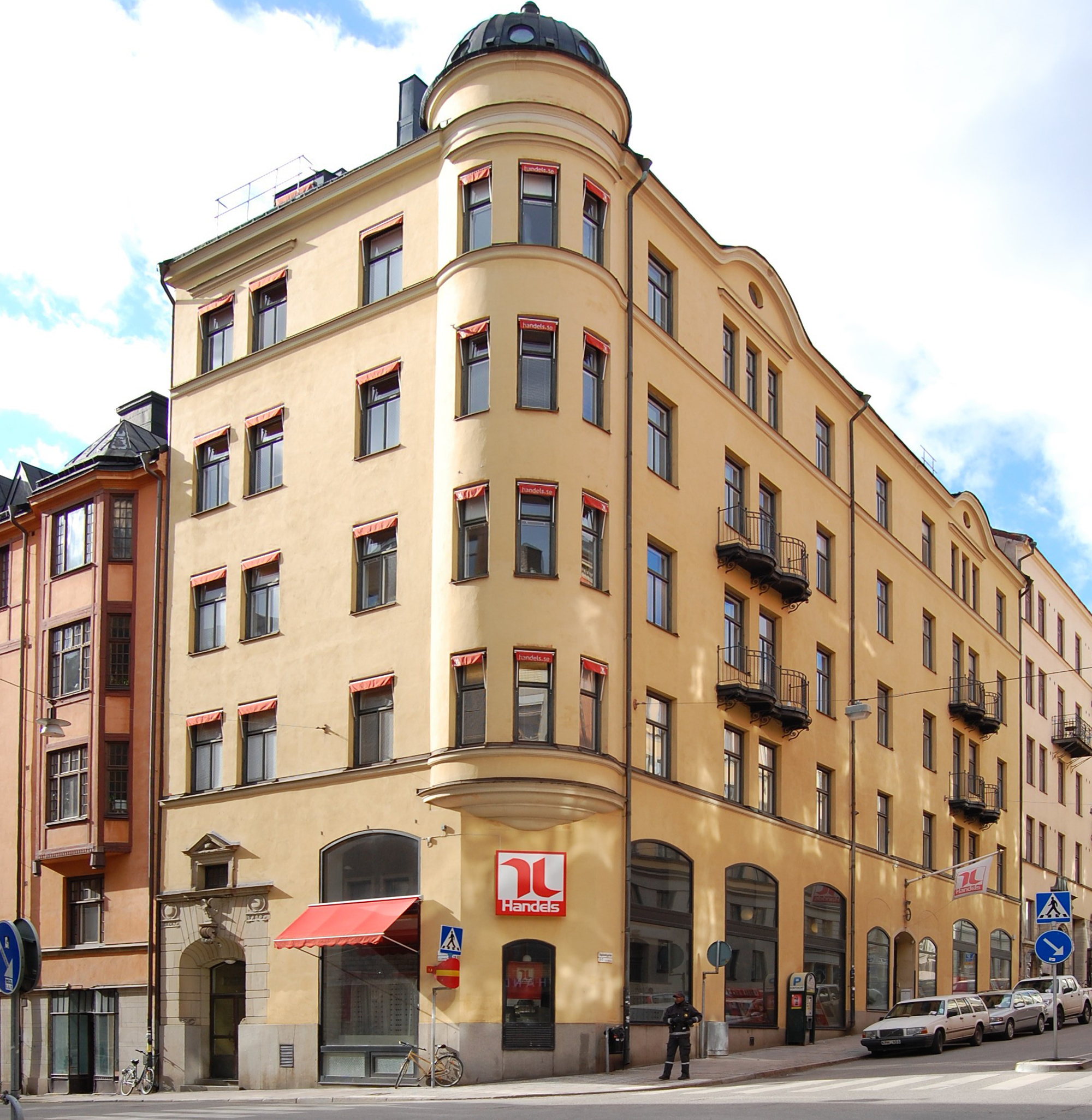
Lindbacken 9

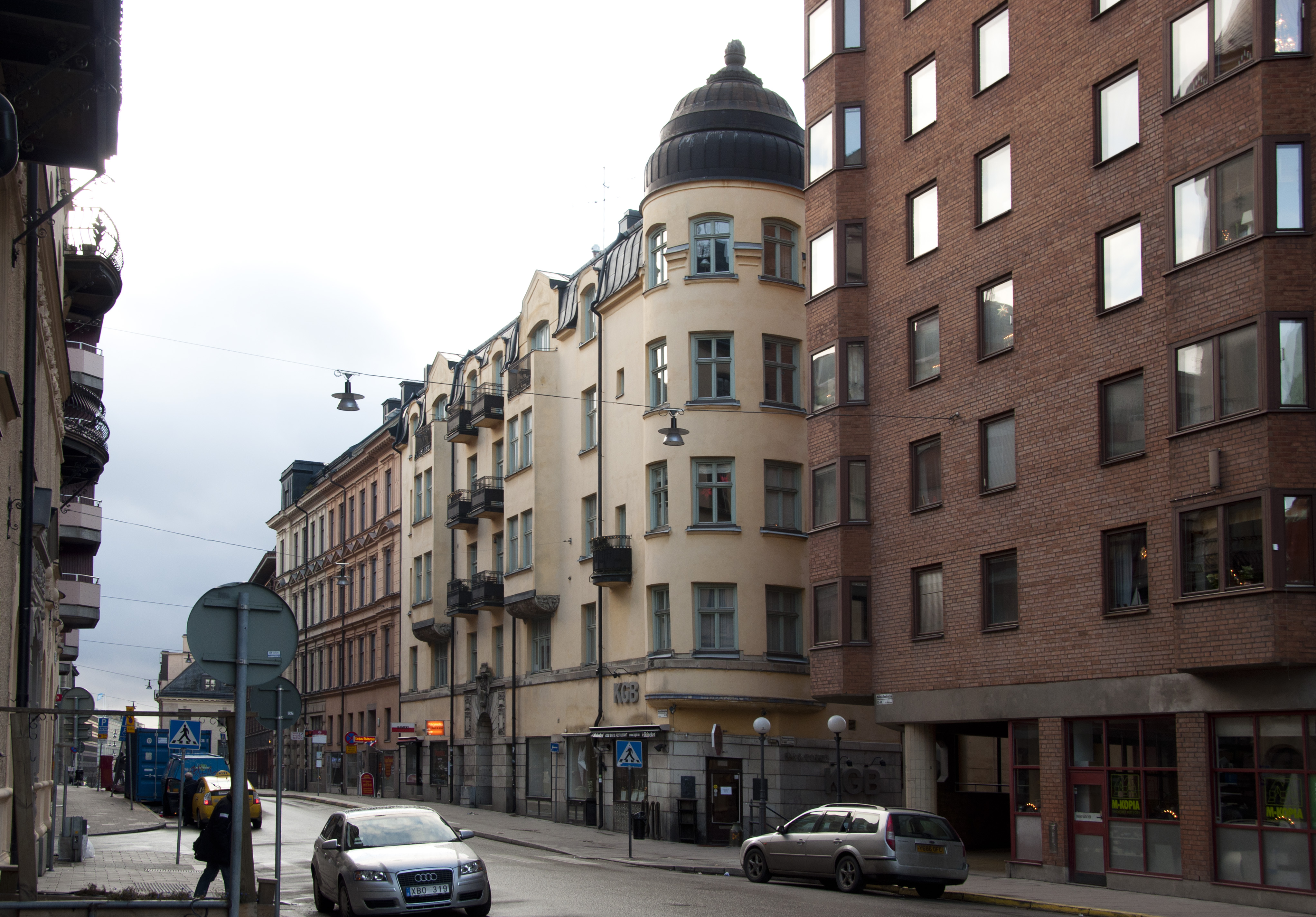
Oxögat 1 & 2

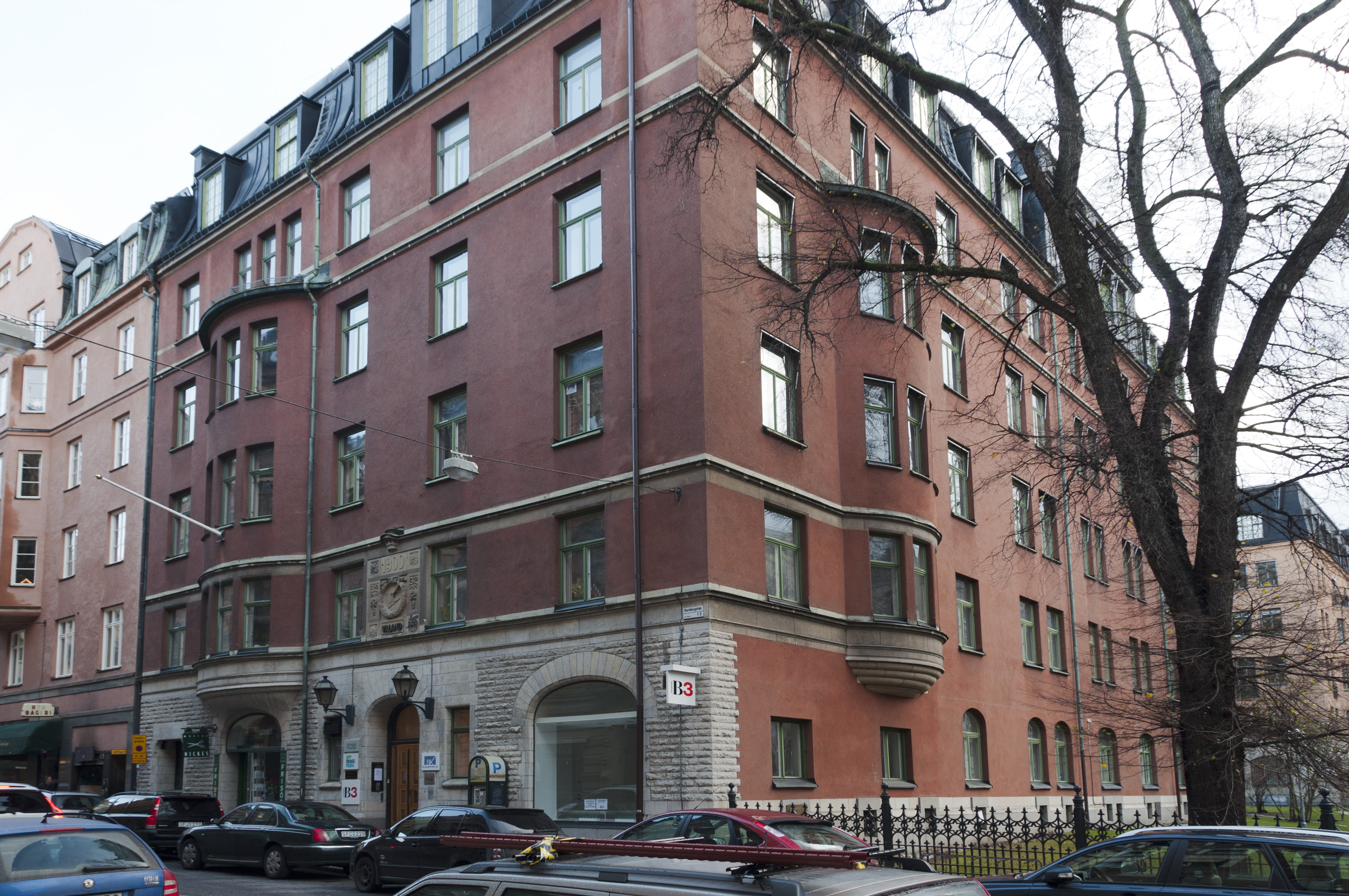
Fenix 1

Gustaf Virtus Detthoff, född 16 juni 1866 i Fågelås socken, Skaraborgs län, död 19 april 1948 på Lilla Essingen, Stockholm var en svensk arkitekt, verksam i Stockholm kring sekelskiftet 1900. 
Efter läroverksstudier i Skövde och ritkontorspraktik i Stockholm genomgick han Kungliga tekniska högskolan. Han öppnade sedan eget arkitektkontor och står bakom ett 40-tal hyreshus i staden. Ivar Engström var anställd som ritkontorschef på byrån fram till 1911. Firman även kom att omfatta annan rörelse i byggnadsbranschen försattes i konkurs 1913 , och Detthoff personligen 1929.

## Förteckning över uppförda byggnader i Stockholm (urval)[5]
| Fastighet           | Gata                                                 | Byggnadsår                  |
| ------------------- | ---------------------------------------------------- | --------------------------- |
| Båtsmannen Mindre 1 | Renstiernas Gata 20 och Kocksgatan 47                | 1909-11                     |
| Diamanten 9         | Kungsholmsgatan 17                                   | 1907-09                     |
| Fenix 1             | Barnhusgatan 1                                       | 1900-02                     |
| Flöjtblåsaren 6     | Norrtullsgatan 31                                    | 1905-06                     |
| Fikonträdet 15      | Agnegatan 25 Hantverkargatan 34                      | 1903-04                     |
| Formen 1            | Birkagatan 34-36, Karlbergsvägen 45, Torsgatan 51-53 | 1902-04                     |
| Harven 4            | Gotlandsgatan 68                                     | 1910-12 (med Ivar Engström) |
| Heimdall 1          | Norrtullsgatan 47                                    | 1906-09 (med Ivar Engström) |
| Heimdall 16         | Upplandsgatan 68                                     | 1904-06                     |
| Heimdall 17         | Upplandsgatan 70                                     | 1904-06                     |
| Knoppen 3           | S:t Göransgatan 82                                   | 1905-06                     |
| Knoppen 11          | Fleminggatan 95-97                                   | 1904-06                     |
| Knoppen 16          | Fleminggatan 101                                     | 1906-08                     |
| Knoppen 17          | Fleminggatan 99                                      | 1906-08                     |
| Kättingen 31        | Sankt Eriksgatan 61                                  | 1903-05                     |
| Kättingen 32        | Sankt Eriksgatan 59                                  | 1903-05                     |
| Kättingen 33        | Sankt Eriksgatan 57                                  | 1903-04                     |
| Kättingen 34        | Sankt Eriksgatan 55                                  | 1903-04                     |
| Lindbacken 9        | Upplandsgatan 5, Wallingatan 28                      | 1898-1903                   |
| Lyran 14            | Grevgatan 52                                         | 1901-02                     |
| Modellen 8          | Birkagatan 29, Tomtebogatan 8                        | 1903-05                     |
| Mullvaden Första 23 | Hornsgatan 45                                        | 1905-07                     |
| Odin 16             | Ynglingagatan 15                                     | 1906-09                     |
| Odin 17             | Ynglingagatan 13                                     | 1906-09                     |
| Pyramiden 12        | Katarina Bangata 28 Östgötagatan 42                  | 1902-04                     |
| Pyramiden 13        | Katarina Bangata 26                                  | 1902-03                     |
| Pyramiden 14        | Katarina Bangata 24                                  | 1902-03                     |
| Rudan Större 11     | Tjärhovsgatan 40 Nytorgsgatan 21 A                   | 1906-1909                   |
| Sjökalven 5         | Sibyllegatan 14                                      | 1906-08                     |
| Staren 5            | Roslagsgatan 54                                      | 1904-05                     |
| Veterinären 5       | Skeppargatan 70                                      | 1901-03                     |
| Veterinären 6       | Skeppargatan 72                                      | 1901-03                     |
| Vingråen 30         | Drottninggatan 83                                    | 1907-08                     |
| Vingråen 32         | Kammakargatan 44                                     | 1906-07                     |